# Договор о запрещении ядерного оружия
Договор о запрещении ядерного оружия (англ. Treaty on the Prohibition of Nuclear Weapons, TPNW) — международное соглашение, которое запрещает разработку, испытание, хранение, приобретение, транспортировку и использование ядерного оружия. Договор был принят 7 июля 2017 года в штаб-квартире ООН в Нью-Йорке, открыт для подписания 20 сентября. Договор вступил в законную силу 22 января 2021 года, через 90 дней после того, как его ратифицировали 50 государств.
Генеральный секретарь ООН приветствовал принятие нового договора, отметив, что этот документ является первым за последние 20 лет юридически обязательным инструментом по вопросам ядерного разоружения.
Каждое государство-участник обязуется никогда и ни при каких обстоятельствах не разрабатывать, не испытывать, не производить, не изготавливать, не приобретать иным образом, не иметь во владении и не накапливать ядерное оружие или другие ядерные взрывные устройства.Первая статья договора
Генеральный секретарь ООН назначен депозитарием нового договора.
Обладающие ядерным оружием страны не принимали участие в разработке этого документа. В сентябре 2017 года Великобритания, США и Франция выступили с совместным заявлением, в котором сообщили, что никогда не станут участниками этого договора. МИД РФ также заявил, что Россия не подпишет этот договор, поскольку он «противоречит национальным интересам страны».

## Концепция
Договор о запрещении ядерного оружия, по словам его сторонников, должен стать «однозначным политическим обязательством» для создания и поддержания мира, свободного от ядерного оружия. Однако, в отличие от всеобъемлющей конвенции по ядерному оружию, договор содержит не все юридические и технические меры, необходимые для ликвидации угрозы. Такие положения будут предметом последующих переговоров, позволяющих заключить первоначальное соглашение без участия государств, обладающих ядерным оружием.
Сторонники договора о запрете заявили, что это поможет «стигматизировать» ядерное оружие и послужит катализатором для его устранения. Около двух третей стран мира взяли на себя обязательство работать вместе для устранения юридических несостыковок в международном режиме, регулирующем ядерное оружие, и они рассматривают договор о запрещении ядерного оружия в качестве одного из вариантов достижения этой цели.
Ядерное оружие — в отличие от химического и биологического оружия, противопехотных мин и кассетных боеприпасов — ещё не было запрещено всеобъемлющим и универсальным образом. Договор о нераспространении (ДНЯО) 1968 года содержит лишь частичные запреты, а договоры о запрещении ядерных испытаний запрещают ядерное оружие только в определённых географических регионах.

## История создания
Впервые предложения по договору о запрещении ядерного оружия появились после обзорной конференции ДНЯО в 2010 году, на которой пять официально признанных ядерных держав — США, Россия, Великобритания, Франция и Китай — отклонили призывы к началу переговоров по всеобъемлющей конвенции о ядерном оружии.
Три крупные межправительственные конференции в 2013 и 2014 годах по «гуманитарным последствиям применения ядерного оружия» в Норвегии, Мексике и Австрии укрепили международную решимость объявить вне закона ядерное оружие. По результатам конференции в Мексике в феврале 2014 года был сделан вывод о том, что запрещение определённого типа оружия обычно предшествует его устранению и стимулирует его устранение.
В 2015 году Генеральная ассамблея ООН учредила рабочую группу с мандатом на «конкретные и эффективные правовые меры, законодательные положения и нормы» для достижения и поддержания мира, свободного от ядерного оружия. В августе 2016 года ООН приняла доклад, в котором рекомендовала провести переговоры в 2017 году по «юридически обязывающему документу о запрещении ядерного оружия, ведущему к его полной ликвидации».
В октябре 2016 года первый комитет Генеральной Ассамблеи ООН принял эту рекомендацию, приняв резолюцию, которая устанавливает мандат на переговоры о договоре о запрещении ядерных испытаний в 2017 году (на голосовании о принятии резолюции 123 государства проголосовали за, 38 — против, 16 — воздержались). На втором, подтверждающем, голосовании 23 декабря 2016 года 113 проголосовали за, 35 — против, 13 — воздержались. На основании результатов голосования Генеральная Ассамблея ООН приняла резолюцию с переговорным мандатом договора и постановила созвать Конференцию ООН для согласования положений договора. Первый раунд переговоров состоялся в Нью-Йорке с 27 по 31 марта, второй с 15 июня по 7 июля 2017 года. В первой конференции приняли участие 132, во второй — 124 из 193 государств — членов ООН.
Всего было проведено 20 пленарных заседаний. На последнем из них 7 июля текст разработанного юридически обязывающего документа о запрете ядерного оружия был вынесен на голосование. Его поддержали 122 государства, Нидерланды проголосовали против и Сингапур воздержался. Многие государства не принимали никакого участия в работе Конференции (в том числе все девять стран «Ядерного клуба»: США, Россия, КНР, Великобритания, Франция, Индия, Пакистан, КНДР, Израиль).